# Munizipalität Abascha
Die Munizipalität Abascha (georgisch აბაშის მუნიციპალიტეტი, Abaschis munizipaliteti)  ist eine Verwaltungseinheit (etwa entsprechend einem Landkreis) in der Region Mingrelien und Oberswanetien im Westen Georgiens.

## Geographie
Verwaltungszentrum der Munizipalität Abascha ist die namensgebende Kleinstadt Abascha.
Im Westen bis Nordwesten wird die 322,5 km² große Munizipalität Abascha von der Munizipalität Senaki und im Norden von der Munizipalität Martwili begrenzt, beide ebenfalls in der Region Mingrelien und Oberswanetien. Im Nordosten grenzt die Munizipalität an die Munizipalität Choni, im Osten bis Südosten an die Munizipalität Samtredia, beide in der Region Imeretien, sowie im Südwesten an die Munizipalität Lantschchuti der Region Gurien.
Die Munizipalität liegt vollständig im Bereich der Kolchischen Tiefebene, die von etwa 10 m über dem Meeresspiegel im Südwesten allmählich auf etwa 80 m im Nordosten ansteigt. Zum Teil entlang der Grenze zu den Munizipalitäten Samtredia und Lantschchuti sowie durch den südwestlichen Teil der Munizipalität fließt der Rioni. Dessen rechter Nebenfluss Zcheniszqali markiert die östliche Grenze zu Imeretien mit den Munizipalitäten Choni und Samtredia. Durch den zentralen Teil des Gebietes fließt der rechte Rioni-Zufluss Noghela; entlang der Grenze zur Munizipalität Senaki im Nordwesten und dann durch den Westteil der Munizipalität der gleichnamige Fluss Abascha, der im äußersten Südwesten wieder an der Grenze zur Munizipalität Senaki den rechten Rioni-Nebenfluss Techuri erreicht.

## Bevölkerung und Verwaltungsgliederung
Die Munizipalität hat 19.600 Einwohner (Stand: 2021). Die Einwohnerzahl war mit 22.341 Einwohnern (2014) gegenüber der vorangegangenen Volkszählung (28.707 Einwohner 2002) um über ein Fünftel gesunken, etwas über dem Landesdurchschnitt. Zuvor war die Bevölkerung seit den 1950er-Jahren relativ stabil.
Bevölkerungsentwicklung
Anmerkung: Volkszählungsdaten

Die Bevölkerung ist fast monoethnisch georgisch beziehungsweise mingrelisch (99,63 %); daneben gibt es eine geringe Zahl von überwiegen Russen (Stand 2014).
Die größten Ortschaften neben der Stadt Abascha (4941 Einwohner) sind mit jeweils über 700 Einwohnern die Dörfer Dsweli Abascha („Alt-Abascha“), Maidani, Marani, Sepieti und Sudschuna (2014).
Die Munizipalität gliedert sich in den eigenständigen Hauptort Abascha sowie 15 Gemeinden (georgisch temi, თემი beziehungsweise bei nur einer Ortschaft einfach „Dorf“, georgisch sopeli, სოფელი) mit insgesamt 35 Ortschaften:
| Gemeinde       | Anzahl Ortschaften | Einwohner (2014) |
| -------------- | ------------------ | ---------------- |
| Dsweli Abascha | 1                  | 859              |
| Gesati         | 2                  | 655              |
| Ketilari       | 3                  | 957              |
| Kolobani       | 3                  | 1097             |
| Marani         | 2                  | 1784             |
| Naessakao      | 2                  | 954              |
| Norio          | 6                  | 2309             |
| Ontopo         | 1                  | 621              |
| Pirweli Maissi | 4                  | 1468             |
| Samikao        | 2                  | 1256             |
| Sanati         | 2                  | 1198             |
| Sepieti        | 1                  | 877              |
| Sudschuna      | 3                  | 1868             |
| Tqwiri         | 2                  | 922              |
| Zqemi          | 1                  | 575              |

## Geschichte
Das Gebiet gehörte nach dem Zerfall des Königreiches Georgien vom 16. Jahrhundert bis in das 19. Jahrhundert durchgehend zum Fürstentum Mingrelien. Während der Zugehörigkeit Georgiens zum Russischen Reich war es ab 1867 überwiegend Teil des Ujesds Senaki, ein kleiner Bereich im Nordosten Teil des Ujesds Kutais, beide im Gouvernement Kutais.
Diese Gliederung bestand weiter bis in die Anfangsjahre der Sowjetunion. 1930 kam das Gebiet zum neu ausgewiesenen Rajon Senaki; 1935 wurde der eigenständige Rajon Abascha ausgegliedert. Dessen namensgebender Sitz Abascha, der um die etwa vier Kilometer südlich des ursprünglichen Dorfes gelegene Bahnstation gewachsen war, erhielt in Folge den Status einer Siedlung städtischen Typs. Von 1962 bis Ende 1964 war der Rajon aufgelöst und sein Territorium dem nördlich benachbarten Rajon Gegetschkori (heute Munizipalität Martwili) angegliedert. Im Rahmen der Wiederherstellung des Rajons erhielt Abascha die Stadtrechte. Nach der Unabhängigkeit Georgiens wurde der Rajon 1995 der neu geschaffenen Region Mingrelien und Oberswanetien zugeordnet und 2006 in eine Munizipalität umgebildet.

## Verkehr
Durch die Munizipalität beziehungsweise deren Hauptort verlaufen die wichtigsten Verkehrsachsen Georgiens: die internationale Fernstraße S1 (ს1) von Tiflis zur russischen beziehungsweise abchasischen Grenze (auf diesem Abschnitt zugleich Europastraße 60) sowie die Bahnstrecke Poti – Tiflis (– Baku). Die von der S1 bei Samtredia abzweigende S12 (ს12) wird, wie die S1 weiter östlich, zur Autobahn ausgebaut; deren neue, auf diesem Abschnitt in Bau befindliche Trasse (Stand 2017) führt durch den äußersten Südosten der Munizipalität Abascha. Von Abascha in den Südwesten des Gebietes und über den Rioni, weiter zur S12 bei Dschapana in der Munizipalität Lantschchuti verläuft die Nationalstraße Sch3 (შ3), von Abascha nach Nordosten in den benachbarten Munizipalitätssitz Martwili die Sch4 (შ4).